# Luc Baghdassarian
Pour les articles homonymes, voir Baghdassarian.
Luc Baghdassarian est un musicien, chef d'orchestre, directeur de chœur et pianiste vaudois.

## Biographie
D'origine arménienne, Luc Baghdassarian est né à Genève où il fait ses études au conservatoire. Passionné de musique et de danse, il trouve sa vocation dans le métier de chef d'orchestre. Cela lui permet de lier les gestes à la musique, sa passion. Il obtient un premier prix de virtuosité de piano dans la classe de Maria Tipo et un premier prix de musique de chambre au Conservatoire supérieur de musique de Genève. Il se perfectionne en direction d'orchestre avec les chefs Karl Oesterreicher et Erwin Acell à Vienne ainsi qu'à Florence et à Milan avec Carlo Maria Giulini. Les nombreux concerts qu'il donne en Europe, au Canada et en Argentine (tant comme concertiste, que chambriste ou chef d’orchestre) lui valent une excellente réputation.
Son talent le mène à la tête de nombreux orchestres et chœurs prestigieux : les grands orchestres de Roumanie, l'Orchestre de la Suisse romande, l’Orchestre de chambre de Lausanne, le chœur Laudate Deum, le chœur Komitas d'Erevan, l'Orchestra di Roma e del Lazio, l'Orchestre symphonique de Rome (it), l'Ensemble Amadeus de Paris, le Philharmonique d’Arménie, l'Orchestre symphonique de l'Hermitage de Saint-Pétersbourg. Il est lauréat des premiers prix aux concours internationaux de chef d’orchestre à Grenchen (Suisse) en 2002 et à Vienne (Autriche) en 2005.
Plus récemment, Luc Baghdassarian a été très actif dans le canton de Vaud. Il a dirigé l’Orchestre de Ribaupierre à la Tour-de-Peilz jusqu'en 2014 et dirige actuellement l’Orchestre des collèges et gymnases lausannois, le chœur symphonique de Vevey et le chœur A Cappella d’Yverdon. Il a aussi notamment dirigé la 9e Symphonie de Beethoven lors de la saison culturelle de Montreux, en avril 2012 à l'Auditorium Stravinski.

## Sources
- « Luc Baghdassarian », sur la base de données des personnalités vaudoises sur la plateforme « Patrinum » de la Bibliothèque cantonale et universitaire de Lausanne.
- sites mentionnés
- La Gazette de Lausanne, 1997/11/20, p. 32
- 24 Heures, 2009/21/07
- Le Temps, 2005/04/16